# Turcos (nacionalidade)

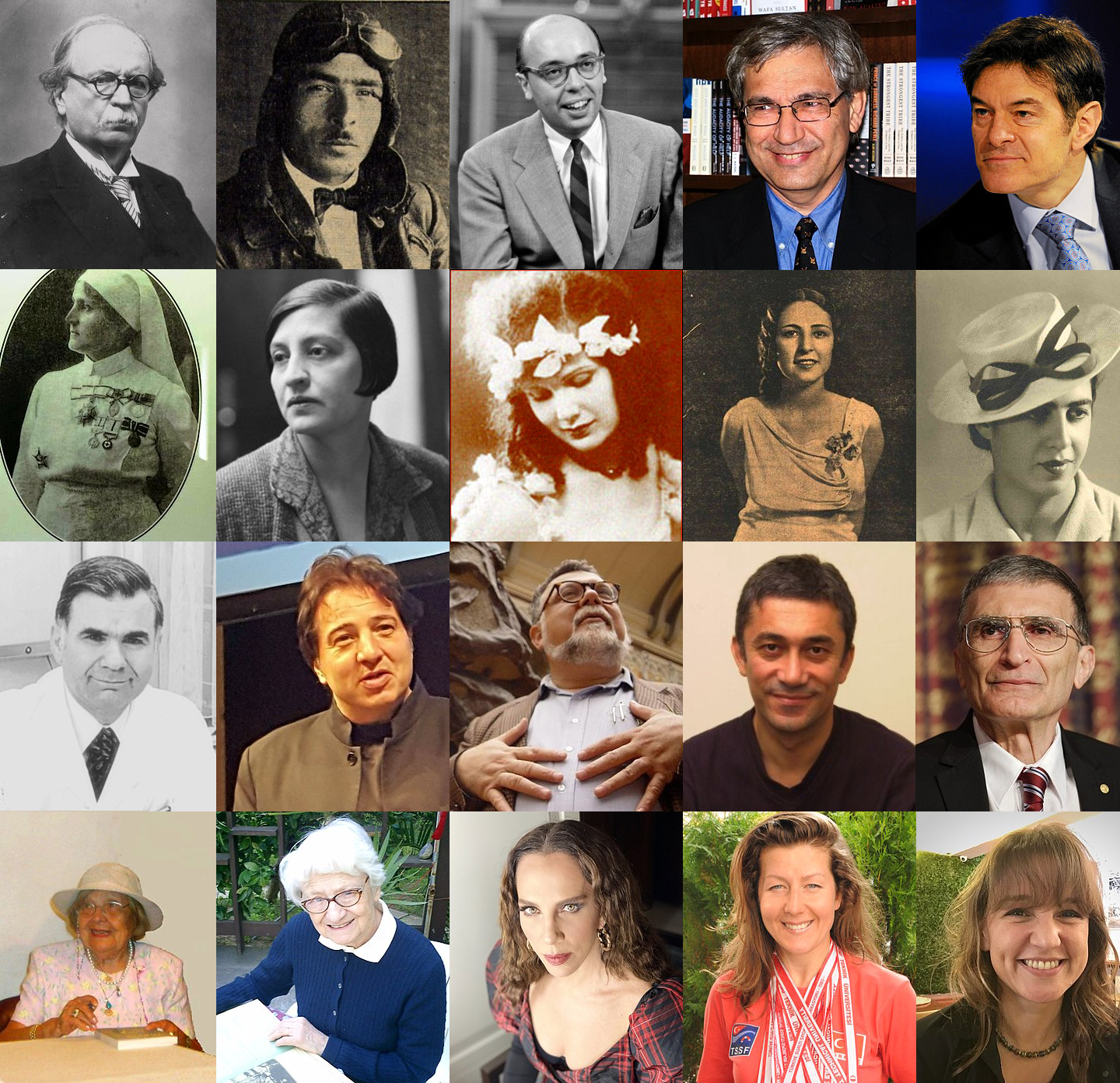
Alguns dos turcos famosos da Turquia e da diáspora

Turcos (em turco:  Türkler) é, em sentido lato, o gentílico dos naturais, habitantes da Turquia, ou nacionais desse país, mas também pode designar um subgrupo étnico dos povos turcos, cujos membros vivem sobretudo nos antigos territórios do Império Otomano. Têm como língua materna o turco e como principal religião o islã sunita, embora haja uma minoria do islã xiita e cristã ortodoxa.
Em 2008, o número de pessoas com ancestralidade turca (completa ou parcial) espalhadas pelo mundo era estimado entre 72 e 77 milhões, sendo 65 milhões só na Turquia.